# На вістрі меча
«На вістрії меча» (рос. На острие меча) — радянський художній фільм, знятий у 1986 році режисером Олександром Павловським. В основі сюжету — події 1920-х років.

## Сюжет
В руки чекістів потрапляють особисті речі ватажка групи, яка намагалася влаштувати провокацію на західному кордоні. Це — колишній генерал-хорунжий Турчин (прототип — Юрко Тютюнник). До групи входила дочка його друга Наталка Стороженко. Під підозру в співучасті бандитам потрапляє і Сашко Ковальчук, що служив під керівництвом Турчина до Лютневої революції.
До Києва прибувають Наталка і агент Турчина Корбач, колишній жандармський ротмістр. Вкрадений чемодан їм повертає Ковальчук, який дає зрозуміти, що не тільки знає про мету їхнього прибуття, але і сам частково розділяє її, так як нібито є членом контрреволюційного Всеукраїнського Визвольної центру, за що і вигнаний з ГПУ. Ковальчук однаково легко уникає стеження і знаходить конспіративну квартиру візитерів. Наталка запрошує Ковальчука проводити її за кордон. На території Польщі його незабаром заарештовують люди полковника Чубоцького, що видають себе за агентів Дефензива, але йому вдається переконати полковника в істинності своїх намірів.

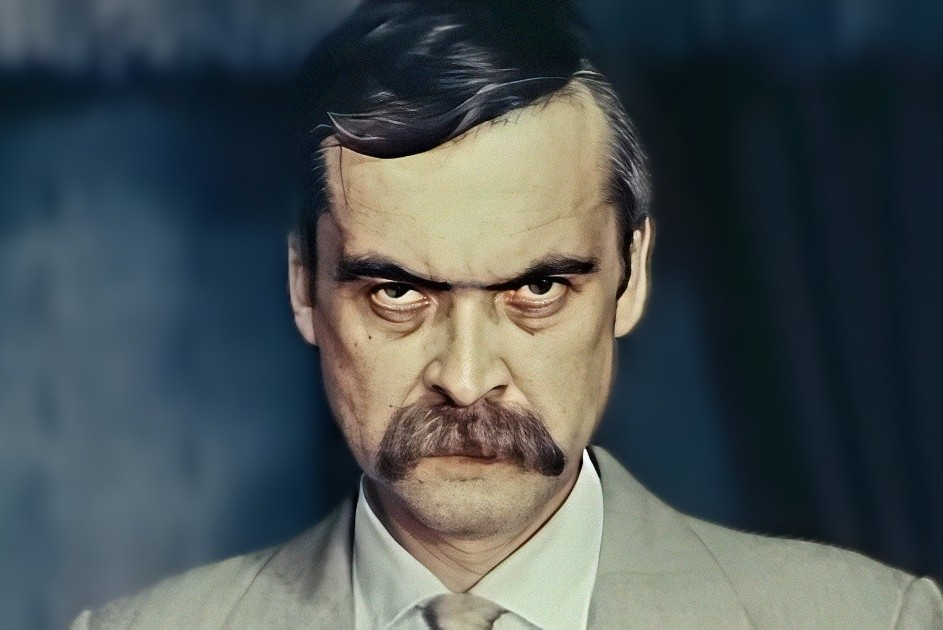
Іван Миколайчук в ролі Юрія Дмитровича Турчина

В цей час, після відмови представника французької місії у будь-якій допомозі, крім матеріальної, розчарований Петлюра виїжджає в Париж. Соратник Турчина, Дорошенко, радить прийняти пропозицію Ковальчука відвідати Україну. Турчин вирішує відправитися сам, що цілком влаштовує чекістів. Турчин приїжджає в Україну. Його задовольнила інспекція облаштованого чекістами «табору бойовиків». Але візит в рідне село змусив задуматися про марність спроб здолати владу, за яку стоїть весь народ. У Львові Чубоцький заарештовує Дорошенко, захоплює архіви петлюрівського підпілля і посилає Корбача вбити Турчина. Ковальчуку доручено перехопити архів щоб уникнути попадання його до іноземних держав. При вилученні паперів присутня Наталка, яка, дізнавшись про справжні причини загибелі батька, вбиває Чубоцького. Турчина в Києві закриває собою від замаху Корбача чекіст, який видавав себе за бойовика-націоналіста. Турчин, що остаточно розчарувався в подальшій боротьбі, йде здаватися в губернське ГПУ. Ковальчук та Наталка перевозять архів підпілля на радянську територію під виглядом пакувального паперу. Від своїх товаришів вони дізнаються про те, що Турчин звернувся до своїх колишніх соратників з пропозицією про здачу.

## У ролях
- Олександр Соловйов —  Сашко Ковальчук
- Іван Миколайчук —  Юрій Дмитрович Турчин  (роль озвучена Віталієм Дорошенко)
- Костянтин Степанков —  Михайло Петрович Нечипоренко
- Володимир Волков —  Микола Іванович Губар
- Ольга Кузнецова —  Наталка (Наталія Стороженко)
- Олександр Дем'яненко —  Дорошенко
- Віктор Павлов —  полковник Чубоцький
- Юрій Рудченко —  Туз
- Юрій Дедович —  Корбач
- Алла Будницька —  Анна Михайлівна Личко
- Віктор Конісевич —  Вацек
- Вацлав Дворжецький —  вчитель
- Раїса Недашківська —  Люба, сестра Турчина
- Віталій Боганов, Володимир Костюк, Леонід Якубовський, Леонід Яновський — чекісти
- Володимир Талашко — Петлюра
- Станіслав Федосов — секретар французької місії
- Петро Шидивар — Григорій
- В епізодах: А. Градов, Ю. Гуцу, Е. Галинський, Б. Бабяк, Ю. Богачов, Зоя Буряк, В. Деркач, Олександр Ігнатуша,  Настя Некрасова, В. Міняйло, Олександр Пархоменко, Н. Позднякова, Віктор  Павловський, А. Казіміров, В. Сторчак, Дмитро Харатьян, В. Чутак, Т. Шаруда, Сергій Маковецький

## Знімальна група
- Сценаристи: Борис Крижанівський, Юрій Новіков, Євген Шерстобитов
- Режисер-постановник: Олександр Павловський
- Оператор-постановник: Володимир Панков
- Художник-постановник: Леонід Розсоха
- Композитор: Максим Дунаєвський
- Редактор: Наталя Рисюкова
- Художник по костюмах: Г. Уварова
- Художник по гриму: Павло Орленко
- Режисер монтажу: І. Бойко
- Звукооператор: Йосип Гольдман
- Режисер: Валентина Судзиловська
- Оператори: М. Курганський, Валерій Махньов
- Асистенти режисера: А. Борцов, О. Некрасова
- Оператор комбінованих зйомок: І. Шевченко
- Художник-декоратор: К. Плутенко
- Оркестр Держкіно СРСР, диригент — Сергій Скрипка
- Консультанти: Н. Єрмоленко, В. Рибак
- Директор картини: Михайло Бялий